# Eupatula ordoxia
Eupatula ordoxia là một loài bướm đêm trong họ Noctuidae.